# Richard Basehart
John Richard Basehart (* 31. August 1914 in Zanesville, Ohio; † 17. September 1984 in Los Angeles, Kalifornien) war ein US-amerikanischer Schauspieler.

## Leben
Basehart verbrachte einen Teil seiner Kindheit im Waisenhaus, nachdem seine Mutter an den Folgen der Komplikationen bei der Entbindung gestorben war. Richard hatte vier Geschwister, drei Brüder, von denen einer mit neun Monaten starb, und eine Schwester. Sein Vater war Harry Basehart, ein Redakteur bei der lokalen Sonntagszeitung The Zanesville Ohio Times Signal, der die Pflege der kleinen Kinder und seinen Job nicht vereinbaren konnte. Im Alter von zwölf Jahren wollte Richard Basehart in die Fußstapfen seines Vaters treten. Er begann seine Karriere am Broadway in New York. Hier hatte er Rollen in Land of Fame, Othello, Take It As It Comes und Hickory Stick. 

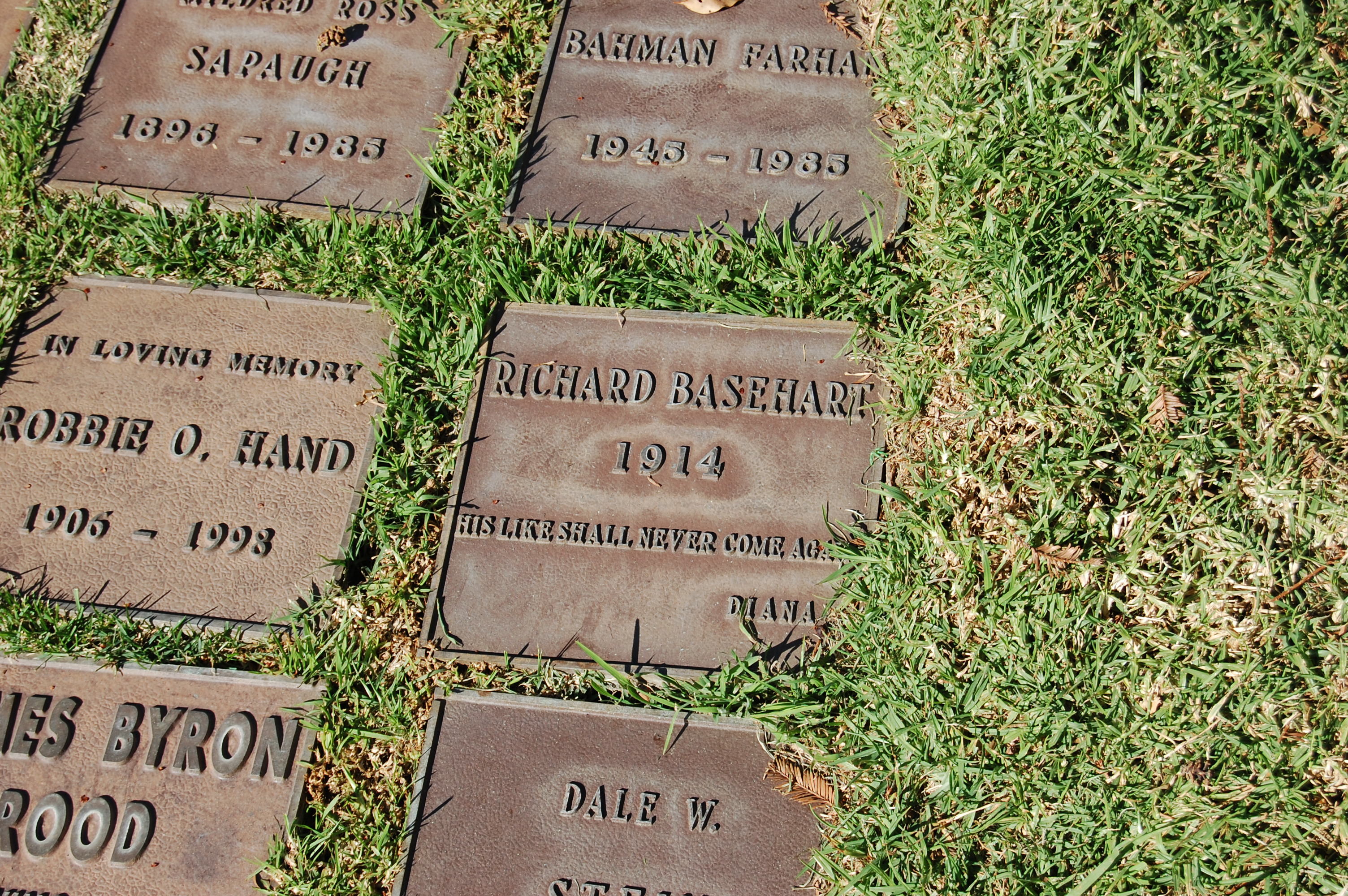
Baseharts Grab auf dem Westwood Village Memorial Park Cemetery

Richard Basehart war ab dem 14. Januar 1940 in erster Ehe mit Stephanie Klein verheiratet, die schon früh, am 28. Juli 1950, an einem Hirntumor starb. Am 24. März 1951 heiratete er Valentina Cortese, eine italienische Schauspielerin. Aus dieser Ehe ging ein Sohn, Jackie Basehart, hervor. 1960 kam es zur Scheidung. 1962 heiratete er Diana Lotery, mit der er zwei Töchter hatte. Am 12. August 1984, wenige Wochen vor seinem Tod, rezitierte er ein antikes Gedicht bei der Schlussfeier der Olympischen Sommerspiele in Los Angeles. Er starb nach einer Serie von Schlaganfällen am 17. September 1984.

## Karriere
Baseharts Filmdebüt erfolgte 1947 mit Cry Wolf unter der Regie von Peter Godfrey; es war der Auftakt zu einer fast 40-jährigen Karriere. Basehart galt als wandlungsfähiger Charakterschauspieler, er spielte so unterschiedliche Rollen wie Helden, Schurken oder psychisch Gestörte. Bekannt wurden vor allem seine Rollen in zwei Filmklassikern. In Federico Fellinis La Strada (1954) spielte er die tragische Figur des Matto, den „guten“ Gegenspieler des „großen Zampano“, gespielt von Anthony Quinn. Er ist es, in den sich Gelsomina (Giulietta Masina) verliebt und der am Schluss einen tragischen Tod erleidet. In John Hustons Melville-Verfilmung Moby Dick (1956) spielte er den Erzähler und einzigen Überlebenden des Kampfes gegen den weißen Wal, den Matrosen Ismael.
Er sprach die englischsprachige Eröffnungssequenz in den Folgen der Serie Knight Rider und hatte einen kurzen Auftritt als Wilton Knight im Pilotfilm. Außerdem spielte er in den 1960er Jahren die Rolle des Admiral Harriman Nelson in der Fernsehserie Die Seaview – In geheimer Mission. An der Seite von Yul Brynner und George Chakiris verkörperte er 1963 den Hohepriester Ah Min in dem Maya-Film Könige der Sonne.

## Filmografie (Auswahl)
- 1947: Repeat Performance
- 1947: Der Fluch des Wahnsinns (Cry Wolf)
- 1948: Schritte in der Nacht (He Walked by Night)
- 1949: Guillotine (Reign of Terror)
- 1949: Zum Zerreißen gespannt (Tension)
- 1949: Entscheidung am Fluß (Roseanna McCoy)
- 1950: Ins Leben entlassen (Outside the Wall)
- 1951: Entscheidung vor Morgengrauen (Decision Before Dawn)
- 1951: Der letzte Angriff (Fixed Bayonets!)
- 1951: Vierzehn Stunden (14 Hours)
- 1951: The House on Telegraph Hill
- 1953: Der Untergang der Titanic (Titanic)
- 1954: Die Verrufenen (Donne proibite)
- 1954: Vier bleiben auf der Strecke (The Good Die Young)
- 1954: La Strada – Das Lied der Straße (La strada)
- 1954: In den Klauen der Vergangenheit (Avanzi di galera)
- 1955: Wandel des Herzens (La vena d’oro)
- 1955: Die Rache der schwarzen Maske (Cartouche)
- 1955: Die Schwindler (Il bidone)
- 1956: Moby Dick
- 1957: Wenn Männer zerbrechen (Time Limit)
- 1958: Die Brüder Karamasow (The Brothers Karamazov)
- 1959: Jons und Erdme
- 1959: Dem Teufel verschrieben (The Restless and the Damned)
- 1960: Jovanka und die anderen (Jovanka e le altre)
- 1960: Shangri-La (Fernseh-Musicalproduktion)
- 1960: Das Geheimnis der Dame in Schwarz (Portrait in Black)
- 1960: Einmal China und zurück (Visa to Canton)
- 1961: Tausend Meilen Staub (Rawhide, Fernsehserie, Folge 4x07)
- 1961: Bis aufs Blut (Savage Guns)
- 1962: Hitler
- 1962: Gnadenlose Stadt (Naked City, Fernsehserie, Folge 4x11)
- 1963: Könige der Sonne (Kings of the Sun)
- 1963: Twilight Zone (The Twilight Zone, Fernsehserie, Folge 5x09)
- 1964: Vier Tage im November (Four Days in November) (Dokumentarfilm, Sprecher)
- 1964–1968: Die Seaview – In geheimer Mission (Voyage to the Bottom of the Sea, Fernsehserie, 108 Folgen)
- 1965: Geheimagent Barrett greift ein (The Satan Bug)
- 1965: Let My People Go: The Story of Israel
- 1969: Der Mann, der mir gefällt (Un homme qui me plaît)
- 1970: Der Chef (Ironside, Fernsehserie, Folge 4x05)
- 1971: Rauchende Colts (Gunsmoke, Fernsehserie, Folge 16x16)
- 1971: Um 9 Uhr geht die Erde unter (City Beneath the Sea) (Fernsehfilm)
- 1971: Ein tödlicher Fehler (The Death of Me Yet, Fernsehfilm)
- 1972: Columbo: Alter schützt vor Torheit nicht (Dagger of the Mind) (Fernsehfilm)
- 1972: Chatos Land (Chato’s Land)
- 1972: Kopfgeldjäger (The Bounty Man, Fernsehfilm)
- 1972: Die Rache ist mein (Rage)
- 1973: Hawaii Fünf-Null (Hawaii Five-O, Fernsehserie, Folge 5x18)
- 1974: Dr. med. Marcus Welby (Marcus Welby, M.D., Fernsehserie, zwei Folgen)
- 1975: Kojak – Einsatz in Manhattan (Kojak) (Fernsehserie, eine Folge)
- 1976: Die Straßen von San Francisco (The Streets of San Francisco, Fernsehserie, Folge 4x17)
- 1976: Unsere kleine Farm (Fernsehserie, eine Folge)
- 1976: Time Travelers (Fernsehfilm)
- 1976: Das Haus mit dem Folterkeller (Mansion of the Doomed)
- 1976: Die 21 Stunden von München (21 Hours at Munich, Fernsehfilm)
- 1976: Die Flut bricht los (Flood) (Fernsehfilm)
- 1977: Die Insel des Dr. Moreau (The Island of Dr. Moreau)
- 1977: Heut beklau'n wir unsere Bank (The Great Bank Hoax)
- 1979: Willkommen Mr. Chance (Being There)
- 1980: Marilyn Monroe – Eine wahre Geschichte (Marilyn: The Untold Story, Fernsehfilm)
- 1981: Vegas (Vega$, Fernsehserie, Folge 3x17)
- 1981: Masada (Miniserie, zwei Folgen)
- 1981: Love Boat (The Love Boat, Fernsehserie, Folge 5x06)
- 1981: Masada
- 1982: Knight Rider (Fernsehen, Pilotfilm)
- 1983: Die unglaublichen Geschichten von Roald Dahl (Tales of the Unexpected, Fernsehserie, Folge 6x14)
- 1983: The Crowded Life (Fernsehfilm)